# Babila

Armênia em 150. Sofena situa-se ao sul

Babila (em armênio/arménio: Բնաբեղ; romaniz.: Bnabeł), talvez *Benabila, foi uma fortaleza armênia. Era o castelo e abrigo do tesouro real situado em Sofanena. Até 298, esteve sob posse do Império Romano, mas após tal data, com a Paz de Nísibis entre o Império Romano e o Império Sassânida, ficou fortemente sob controle do rei da Armênia que confia-lhe ao hair (grão-camareiro). No reinado de Tigranes VII (r. 339–350) e Ársaces II (r. 350–368), estava sob Drastamate.